# ミジンコ科

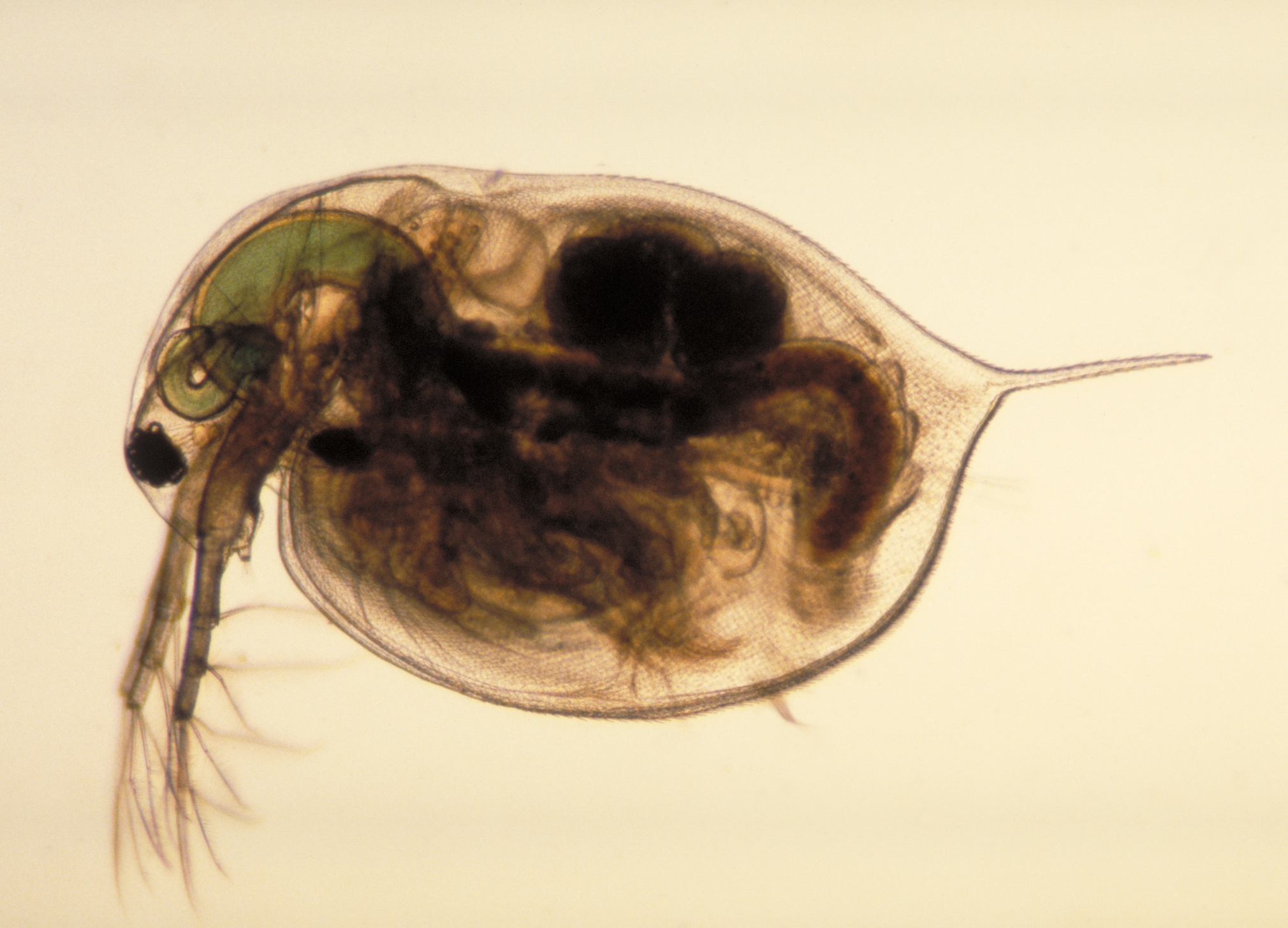
オオミジンコ Daphnia magna

ミジンコ科（ミジンコか）は、節足動物門 甲殻亜門 鰓脚綱 枝角目 異脚下目に属する分類の名称である。

## 特徴
いわゆる典型的なミジンコである。甲殻は体全体を包んで、多少とも左右から扁平。頭部の口の上には吻がはっきりとしているのが普通。第一触角は短く、吻の陰にあってめだたない。第二触角は二叉しており、外枝は4節、内枝は3節有り、それぞれ5、4本の遊泳剛毛を持つ。
消化管は口から肛門まで素直に伸び、途中で回曲することがない。また、前端近くに盲嚢がある。

## 分類
- ミジンコ科 Daphniidae
  - ネコゼミジンコ属 Ceriodaphnia
    - トガリネコゼミジンコ Ceriodaphnia cornuta
    - アミメネコゼミジンコ Ceriodaphnia reticulata
    - ニセネコゼミジンコ Ceriodaphnia dubia
    - キレオネコゼミジンコ Ceriodaphnia megalops
    - ヒメネコゼミジンコ Ceriodaphnia pulchella
    - ネコゼミジンコ Ceriodaphnia quadrangular

  - ミジンコ属 Daphnia
    - タイリクミジンコ Daphnia similis
    - オオミジンコ Daphnia magna
    - ミジンコ Daphnia pulex
    - オオビワミジンコ Daphnia pulicaria
    - マギレミジンコ Daphnia ambigua
    - オナシミジンコ Daphnia obtuse
    - ビワミジンコ Daphnia biwaensis
    - ハリナガミジンコ Daphnia longispina
    - カワリハリナガミジンコ Daphnia rosea
    - ウスカワハリナガミジンコ Daphnia hyaline
    - カブトミジンコ Daphnia galeata
    - エゾハリナガミジンコ Daphnia ezoensis
    - カムリハリナガミジンコ Daphnia cuculata
    - Daphnia cristata
    - トガリハリナガミジンコ Daphnia longiremis

  - Daphniopsis
  - Megafenestra
  - アオムキミジンコ属 Scapholeberis
    - アオムキミジンコ Scapholeberis mucronata
    - タイリクアオムキミジンコ Scapholeberis kingi

  - オカメミジンコ属 Simocephalus
    - トガリオカメミジンコ Simocephalus serrulatus
    - トゲオカメミジンコ Simocephalus exspinosus
    - オカメミジンコ Simocephalus vetulus
    - オオオカメミジンコ Simocephalus vetuloides
    - ニッポンテングオカメミジンコ Simocephalus japonica